# Scrimă la Jocurile Olimpice de vară din 1904
Probele de scrimă la Jocurile Olimpice de vară din 1904 s-au desfășurat pe 7–8 septembrie la „Gimnaziul de Educație Fizică” din Saint Louis în Statele Unite. Unsprezece trăgători din trei țări (Cuba, Germania și SUA) s-au prezentat la competiție. Pentru singura dată în istoria olimpică a fost inclusă o probă de „singlestick”, sau scrimă cu băț de lemn.

## Clasament pe medalii
| Loc | Țară                       | Aur | Argint | Bronz | Total |
| --- | -------------------------- | --- | ------ | ----- | ----- |
| 1   | Cuba                       | 4   | 2      | 3     | 9     |
| 2   | Statele Unite ale Americii | 0   | 3      | 1     | 4     |
| —   | Echipa mixtă               | 1   | 0      | 0     | 1     |

## Evenimente
| Probă             | Aur                                                                                      | Argint                                                                            | Bronz                                            |                             |
| Floretă           | Ramón Fonst · Cuba (CUB)                                                                 | Albertson Van Zo Post · Cuba (CUB)                                                | Charles Tatham · Cuba (CUB)                      |                             |
| Floretă pe echipe | Echipa mixtă (ZZX) · Ramón Fonst (CUB) · Albertson Van Zo Post (CUB) · Manuel Díaz (CUB) | Statele Unite ale Americii (USA) · Charles Tatham · Charles Townsend · Arthur Fox | medalia nu a fost atribuită                      | medalia nu a fost atribuită |
| Spadă             | Ramón Fonst · Cuba (CUB)                                                                 | Charles Tatham · Cuba (CUB)                                                       | Albertson Van Zo Post · Cuba (CUB)               |                             |
| Sabie             | Manuel Díaz · Cuba (CUB)                                                                 | William Grebe · Statele Unite ale Americii (USA)                                  | Albertson Van Zo Post · Cuba (CUB)               |                             |
| Scrimă cu băț     | Albertson Van Zo Post · Cuba (CUB)                                                       | William O'Connor · Statele Unite ale Americii (USA)                               | William Grebe · Statele Unite ale Americii (USA) |                             |

1. 1 2 3 4 5  Baza de date cu rezultate din Comitetul Olimpic Internațional (COI) îl menționează pe Albertson Van Zo Post ca cubanez, chiar dacă el era american.
2. 1 2 3  Baza de date cu rezultate din COI îl menționează pe Charles Tatham ca cubanez în probele la individual, ci ca american în probă pe echipe.
3. ↑  Baza de date cu rezultate din COI  menționează echipa ca mixtă, fiind formată cu sportivi din Cuba și din SUA, în ciuda faptului că sportivii prezentați ca americani erau menționați ca cubanezi în probele la individual.

## Țări participante
Unsprezece scrimeri din trei țări au participat:
- Cuba (2) (*)
- Germania (1)
- Statele Unite ale Americii (8)

(*) Díaz și Fonst sunt numărați ca cubanezi, Van Zo Post și Tatham ca americani.

## Legături externe
- Statistice Arhivat în 8 mai 2011, la Wayback Machine. pe Sports Reference